# Xã Delaware, Quận Logan, Arkansas
Xã Delaware (tiếng Anh: Delaware Township) là một xã thuộc quận Logan, tiểu bang Arkansas, Hoa Kỳ. Năm 2010, dân số của xã này là 674 người.